# Loch Leven Castle

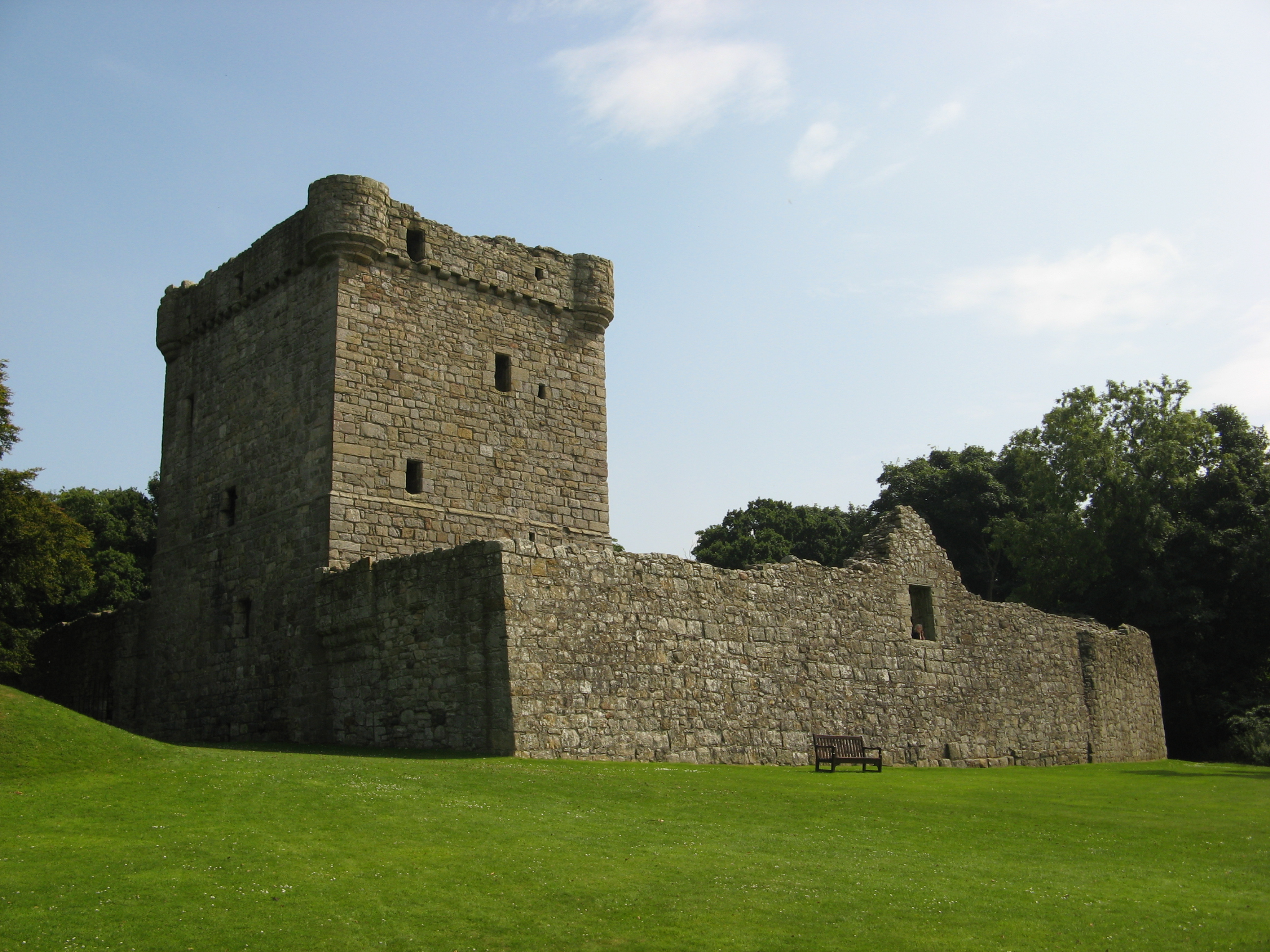
Kärntornet och västra muren

Loch Leven Castle är en borg- och slottsruin på en ö i Loch Levin i kommunen Perth and Kinross i Skottland.
Borgen byggdes på Castle Island 1257, då kung Alexander III med våld fördes dit och hölls som fånge.
Borgen hade ett strategiskt läge mellan städerna Edinburgh, Perth och Stirling under skotska frihetskriget 1296–1357. 

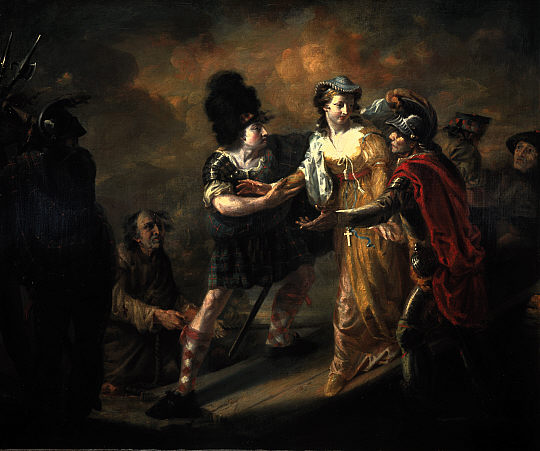
Mary, Queen of Scots Escaping from Loch Leven Castle (1805) av William Craig Shirreff

Under slutet av 1300-talet fick klanen Douglas ön och slott som gåva av kungen och de förblev i släktens ägo i 300 år.
Slottet användes som statligt fängelse.
Bland övriga som hållits som fångar märks
- Patrick Graham, ärkebiskop av St Andrews, dog i fångenskap på slottet 1478.
- Drottning Maria Stuart hölls fången 1567–1568 och tvingades abdikera som skotsk drottning, till förmån för sin nyfödde son Jakob IV, innan hon flydde med hjälp av Willie Douglas som kommit över nycklarna och hjälpt Maria, klädd som en tjänare, ut ur slottet. Han rodde henne över sjön där hans far George Douglas väntade.[2] De flydde sedan till slottet Niddry i Lothian.

Loch Leven Castle föll i ruiner under 1700-talet. Ön och slottet är sedan 1939 i statlig ägo och förvaltas av Historic Scotland. På sommaren går en liten färja för 12 personer från Kinross till ön. 
Ön var tidigare betydligt mindre och slottet upptog nästan hela öns yta. Efter sjösänkning under tidiga 1800-talet ökade öns yta betydligt.

## Byggnadsplan

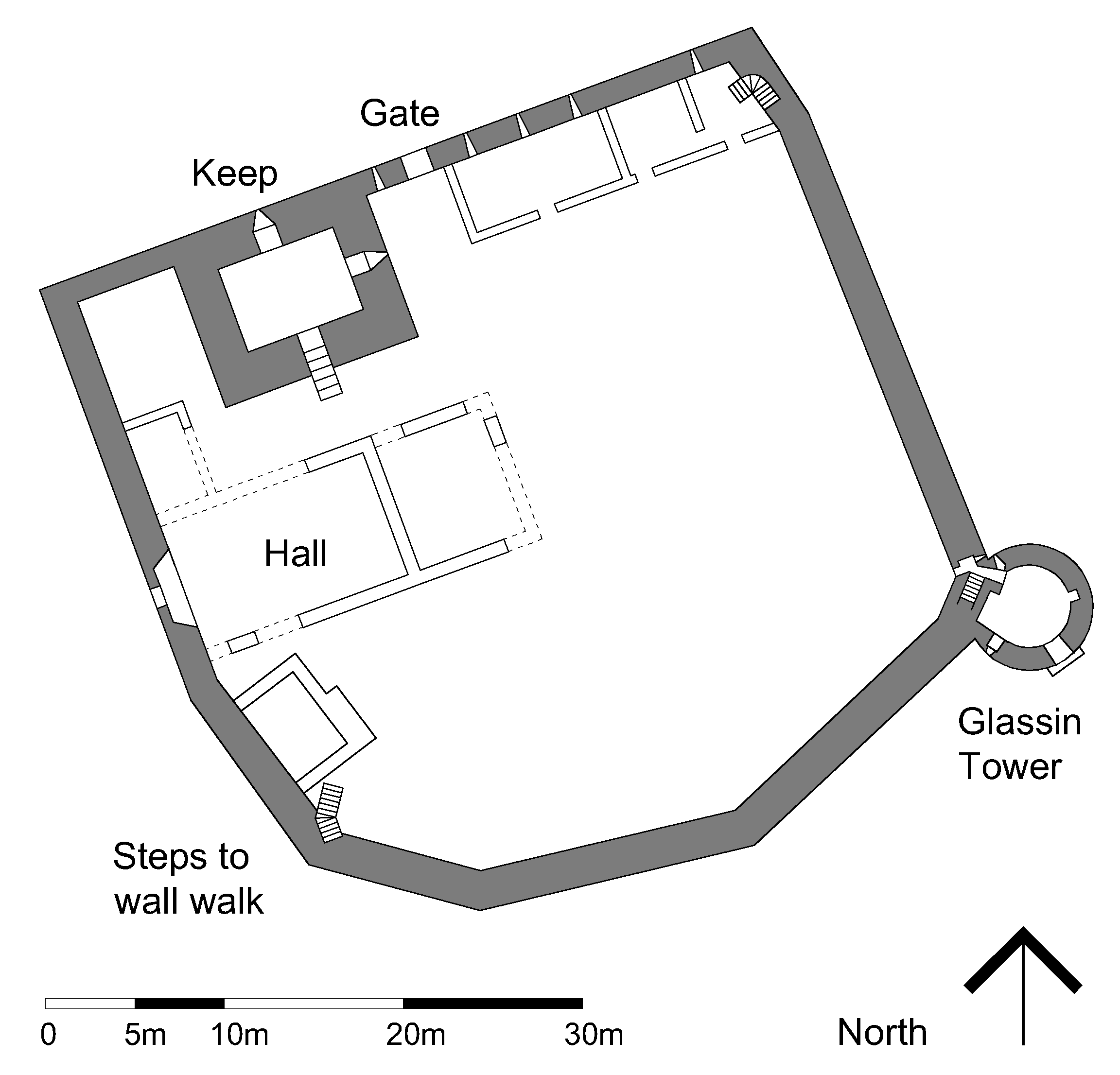
Ritning över Loch Leven Castles bottenvåning

Slottet bestod av en rektangulär gårdsplan omgärdad av en vall. Där fanns ett tornhus vid ena änden och det runda Glassin Tower vid motsatt ände.